# Isabel Oyarzábal
Isabel Oyarzábal Smith (Màlaga, 12 de juny de 1878 – Ciutat de Mèxic, 1974) va ser una periodista, escriptora, actriu i diplomàtica espanyola.

## Biografia
La seva mare, Ana Smith-Guthrie, era escocesa, i el seu pare, Juan Oyarzábal i Bucelli, un andalús d'origen basc. Pertanyia a una família burgesa, i accedí a una formació intel·lectual profunda. A causa dels seus orígens britànics, va tenir un contacte permanent amb els costums i la cultura d'aquella societat, a través de continus viatges a la Gran Bretanya, tant en la infància com en l'edat adulta. Aquests viatges van fer d'Oyarzábal una dona avançada al seu temps, independent i inconformista amb els costums espanyols de l'època, que no permetien l'avanç social i cultural de la població
En 1905, anys després de la mort del seu pare, va abandonar la seva Màlaga natal i es va traslladar a Madrid per treballar com a actriu teatral a la companyia de Maria Tubau i Ceferino Palencia amb el sobrenom d'Isabel Aranguren. Aquesta oportunitat li va permetre convertir-se posteriorment en una admirable crítica teatral i, fins i tot, va arribar a escriure algunes peces teatrals.
Es va casar amb Ceferino Palencia Álvarez-Tubau -advocat, pintor i diplomàtic- el 6 de juliol de 1909 i amb qui va tenir dos fills: Ceferino (1910) i María Isabel (1914). El matrimoni es traslladava contínuament de residència per motius laborals; així, arribarien a viure a Suècia, Finlàndia o EUA, Nova York, i, finalment a Mèxic, on van haver d'exiliar-se el 1939. A la capital d'aquell país moriria Isabel Oyarzábal el 28 de maig de 1974 als 96 anys.

## Activitat professional
Isabel Oyarzábal va ser una dona molt culta i profundament formada, la qual cosa li va permetre treballar en diferents camps i exercint diferents professions: des de la de professora d'espanyol o el treball en labors periodístiques, passant per l'ofici teatral o l'escriptura literària i la responsabilitat de diverses funcions polítiques.
Els seus coneixements de llengua anglesa li van permetre treballar com a professora d'espanyol a Sussex, Anglaterra; ser corresponsal de revistes angleses com Laffan News Bureau o el diari The Standard; convertir-se en traductora d'obres literàries com Silas Marner, de George Eliot; i fer d'intèrpret en organismes com l'Institut Internacional d'Estadística.
El 1907 va fundar la primera revista exclusivament femenina d'Espanya, al costat de la seva germana Ana Oyarzábal i la seva amiga Raimunda Avecilla: La Dama, una revista quinzenal, que després passà a ser mensual ja amb el nom de La Dama y la vida il·lustrada (1907-1911). A partir d'aquesta primera experiència va iniciar una fructífera carrera periodística i va arribar a col·laborar en les revistes i diaris més importants de la premsa nacional, com ara Blanco y Negro, El Heraldo, Nuevo Mundo, La Esfera, El Sol, El Dia, Elegancias, La Voz de Madrid o Cosmópolis, entre d'altres. En els seus articles tractava sobre tota mena de temes, sent els més recurrents aquells relacionats amb el paper de la dona en la societat, la reivindicació dels seus drets (especialment, el dret al sufragi) o qüestions socials, com l'estat de la sanitat i l'educació espanyoles. Normalment, signava amb el pseudònim de Beatriz Galindo o, després de casada, com Isabel de Palencia o Isabel O. de Palencia. Els seus articles van ser el millor instrument que va tenir a l'abast per difondre les seves idees i per promoure els canvis socials que s'observaven en altres països més avançats.
També va impartir conferències tant a Espanya com a l'estranger (EUA, França, Suïssa, Regne Unit, Noruega, Suècia, Finlàndia, Mèxic), dedicades a dos temes fonamentals: l'estudi d'aspectes de la cultura espanyola (per a la seva millora) i la defensa dels drets de la dona i els dels més desfavorits. Les opinions d'Oyarzábal eren molt apreciades en els cercles progressistes i considerades com massa avançades en els més conservadors.
En l'àmbit artístic, va treballar un temps a la companyia Tubau-Palencia. Va representar papers en obres de teatre, com Mater Dolorosa, Echar la llave o La Vicaría o Las alegres comadres, entre d'altres. Va tenir contacte amb actors i actrius angleses, cosa que li va permetre pronunciar una sèrie de conferències a Espanya sobre el teatre a la Gran Bretanya. Dins de la producció literària, hi podem trobar contes, llibres folklòrics, biografies, peces teatrals i novel·les. A més, gràcies a la seva tasca com a traductora, van arribar a Espanya un bon nombre d'obres angleses, com les de Sir Henry Irving, Jane Austen, George Elliot o Conan Doyle, entre d'altres.
Com a escriptora va traduir textos de l'anglès a l'espanyol i va publicar relats, obres de teatre, una novel·la –El sembrador sembró la semilla (1923)– i una biografia d'Aleksandra Kolontái, l'ambaixadora soviètica a la qual va conèixer en la seva destinació diplomàtica a Suècia. El 1926 va escriure un llibre sobre folklore espanyol titulat El vestido regional de España.

## La lluita feminista i el compromís social
Va destacar per la seva lluita feminista i les seves reivindicacions laborals. El 1918 començava a militar com a feminista a la Asociación Nacional de Mujeres Españolas (ANME), que arribà a presidir, i el 1920 assistia com a delegada al VIII Congrés de l'Aliança Internacional per al Sufragi de la Dona a Ginebra, en qualitat de Secretària del Consell Suprem Feminista d'Espanya. Les seves reivindicacions continuarien, i al 1923 va visitar –en nom de l'ANME– el general Primo de Rivera per demanar el sugrafi femení.
Des del 1926 era membre del Lyceum Club Femení, «l'únic lloc de Madrid on es podia respirar». D'altra banda, el 1930 es va convertir en l'única dona en la Comissió Permanent sobre l'Esclavitud a les Nacions Unides; el 1931 va ser candidata socialista a les Corts constituents i dos anys després es convertia en la primera dona inspectora de Treball a Espanya per oposició.
En començar la Guerra Civil va dur a terme un programa de conferències per 42 ciutats dels Estats Units i Canadà –començant a Toronto i acabant a Washington– en una gira de 53 dies per recaptar suports per a la República. A Nova York va arribar a congregar 25.000 persones al Madison Square Garden. Va ser nomenada a la fi de 1936 ambaixadora a Suècia, essent la primera dona ambaixadora d'Espanya. El desembre de 1937 fou nomenada també encarregada de negocis del govern de la República a Hèlsinki (Finlàndia).

## Exili i Memòries
El 1939, després de la Guerra Civil espanyola, es va exiliar al costat de la seva família a Mèxic, on va viure i va seguir escrivint fins a la seva mort, el 1974.[1] Va reprendre allà la seva tasca literària escrivint obres per a nens, redactant les seves memòries, traduint a l'espanyol Guy de Maupassant, publicant una novel·la –En mi hambre mando yo (1959)– o diverses obres en anglès. En l'exili, va participar en la Unió d'Intel·lectuals Espanyols i en la Unió de Dones Espanyoles de Mèxic. El 1947 va ser delegada del govern de la República espanyola en la Conferència de la Unesco que va tenir lloc a Mèxic.
En 1940, una editorial nord-americana va publicar les seves memòries escrites en anglès, que no serien editades en castellà fins al 2011, amb el títol de Hambre de libertad. Memorias de una embajadora republicana.

## Obres
- El alma del niño. Ensayos de psicología infantil (V. H. Sanz Calleja, Madrid, 1921)
- Diálogos con el dolor (1921)
- El sembrador sembró la semilla (Rivadeneyra, Madrid, 1923)
- El traje regional en España. Su importancia como expresión primitiva de los ideales estéticos del país (Ed. Voluntad, Madrid, 1926)
- Saint Anthony´s pig (1940)
- Juan, son of the fisherman (1940)
- I Must have Liberty (New York-Toronto, Longman, Green and Co., Inc. 1940)
- Smouldering Freedom. The Story of the Spanish Republicans in Exile (Longman, Green and Co., Inc. New York-Toronto, 1945)
- Alexandra Kollontay: Ambassadress from Russia (Longmans, Green & Co., Nueva York, 1947)
- Del diario comer. Cocina hogareña (Editorial Patria, México, 1951)
- En mi hambre mando yo (Libro Mex Editores, México, 1959)
- Hambre de libertad. Memorias de una embajadora republicana (Editorial Almed, Granada, 2011; traducció de I Must have Liberty, publicada el 1940 en anglès)